# Fire Pro Wrestling
Fire Pro Wrestling (ファイヤープロレスリング?) è una serie di videogiochi sportivi creata nel 1989 da Human Entertainment composta da oltre 20 giochi incentrati sul wrestling, distribuiti principalmente in Giappone.
Il primo videogioco della serie è stato pubblicato per TurboGrafx-16 e ha ricevuto due sequel nel 1991 e nel 1992. I tre titoli sono stati distribuiti per Wii tramite Virtual Console. Altri giochi sono stati prodotti per le piattaforme Super Nintendo Entertainment System, Sega Mega Drive, Sega Saturn e PlayStation. Della serie fa parte anche lo spin-off Hal Wrestling, pubblicato per Game Boy.
Nel 2000 Spike prende il controllo della serie e pubblica per altre console quali WonderSwan, Sega Dreamcast, Game Boy Advance, PlayStation 2 e Xbox 360. La stessa azienda produce King of Colosseum, titolo tridimensionale che condivide alcune delle meccaniche di gioco di Fire Pro Wrestling.
Nel 2017 Gōichi Suda annuncia Fire Pro Wrestling World per PlayStation 4 e Microsoft Windows, pubblicato su Steam da Spike Chunsoft.